# Begourat
Begourat, parfois écrit Begoura ou  Bechourat, (XVIe siècle- c. 1603) est un chef amérindien innu ou montagnais-naskapis qui vivait en été dans la région de Tadoussac (de l'innu-aimun Totouskak) située aujourd'hui au Québec.
Durant l'été 1603, il rencontre François Gravé (1560 – 1629) et Samuel de Champlain (entre 1567 et 1580 - 1635) à Tadoussac alors qu'il se préparait à mener une campagne contre des Iroquois de la rivière Richelieu, comme le raconte Champlain dans son journal. Lors du départ des Français le 16 août, Begourat confie son fils à Gravé, afin qu'il l'emmène en France, ainsi qu'une Iroquoise captive que Begourat avait l'intention de manger.